# Leptura aurosericans
Leptura aurosericans là một loài bọ cánh cứng trong họ Cerambycidae.